# Distriktsrabbinat Kitzingen
Das Distriktsrabbinat Kitzingen entstand nach den Vorschriften des bayerischen Judenedikts von 1813 in Kitzingen, einer Stadt im Landkreis Kitzingen im nördlichen Bayern. 
Das Distriktsrabbinat wurde 1871 gegründet, als das Distriktsrabbinat Mainbernheim nach Kitzingen verlegt wurde.

## Aufgaben
Die Aufgaben umfassten Beratungen über Schulangelegenheiten, die Verwaltung von Stiftungen und die Verteilung von Almosen. Zur Finanzierung der Distriktsrabbinate wurden Umlagen von den einzelnen jüdischen Gemeinden bezahlt.

## Gemeinden des Distriktsrabbinats
- Jüdische Gemeinde Acholshausen
- Jüdische Gemeinde Ansbach (seit 1937)
- Jüdische Gemeinde Aschbach (seit 1920)
- Jüdische Gemeinde Aub
- Jüdische Gemeinde Bullenheim
- Jüdische Gemeinde Burghaslach (seit 1932)
- Jüdische Gemeinde Bütthard
- Jüdische Gemeinde Dornheim
- Jüdische Gemeinde Fuchsstadt
- Jüdische Gemeinde Gaukönigshofen
- Jüdische Gemeinde Geroldshausen
- Jüdische Gemeinde Giebelstadt
- Jüdische Gemeinde Goßmannsdorf
- Jüdische Gemeinde Großlangheim
- Jüdische Gemeinde Hohenfeld
- Jüdische Gemeinde Hüttenheim
- Jüdische Gemeinde Kitzingen
- Jüdische Gemeinde Kleinlangheim
- Jüdische Gemeinde Mainbernheim
- Jüdische Gemeinde Marktsteft (mit Obernbreit)
- Jüdische Gemeinde Nenzenheim
- Jüdische Gemeinde Sickershausen
- Jüdische Gemeinde Sommerhausen
- Jüdische Gemeinde Tauberrettersheim
- Jüdische Gemeinde Untereisenheim
- Jüdische Gemeinde Wiesenbronn
- Jüdische Gemeinde Zeilitzheim[1]

## Distriktsrabbiner
- Immanuel Adler (bis 1911)
- Josef Wohlgemuth (1914–1935)
- Siegmund Hanover (Würzburg; Vertretung 1935–1937)
- Gotthelf Isaiah Wohlgemuth (1937–1939)